# Flair bartending

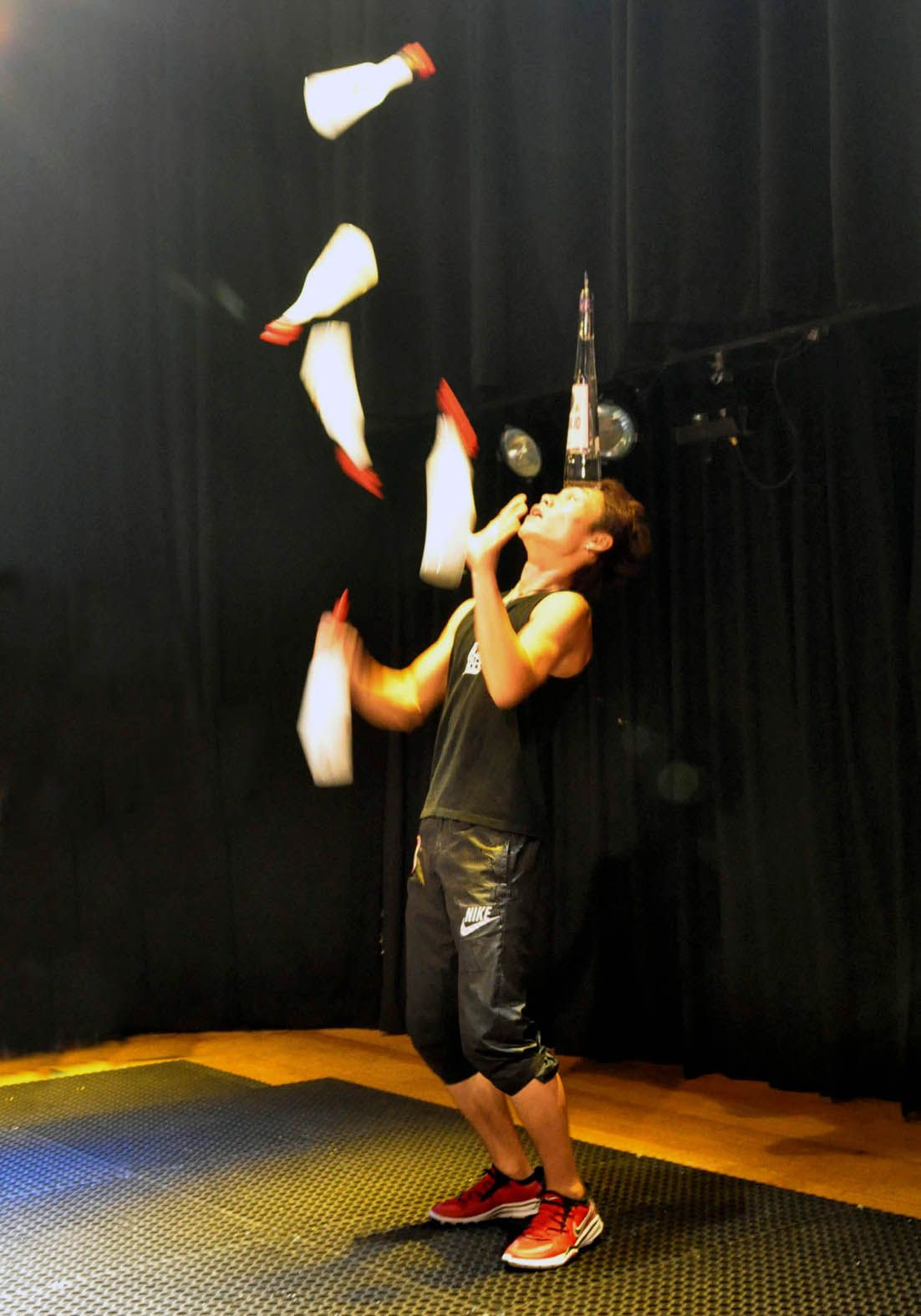

Flair bartending är när en bartender underhåller gäster med tricks och rörelser med barredskap, som flaskor och shaker när de blandar drinkar. Flairing har blivit känt efter filmerna Cocktail med Tom Cruise och Coyote Ugly.
Flair bartending delas ofta in i två olika grupper, working flair och exhibition flair. Working flair är de tricks och rörelser som oftast används bakom en vanlig bar, medan exhibition flair är de mest avancerade teknikerna och kasten som inte används bakom baren utan oftast på tävlingar eller evenemang.